# Coccomyces mertensianae
Coccomyces mertensianae är en svampart som beskrevs av Sherwood 1986. Coccomyces mertensianae ingår i släktet Coccomyces och familjen Rhytismataceae.   Inga underarter finns listade i Catalogue of Life.